# Hypopyra pulverulenta
Hypopyra pulverulenta là một loài bướm đêm trong họ Erebidae.